# Abd al-Kadir Salila
Abd al-Kadir Salila, Kader Slila (ar. عبد القادر سليلة; ur. 19 stycznia 1979) – algierski zapaśnik walczący w stylu klasycznym. Olimpijczyk z Sydney 2000, gdzie zajął dwudzieste miejsce w kategorii 76 kg. Złoty medalista mistrzostw Afryki w 2000 roku.
- Turniej w Sydney 2000

Przegrał z Jewgienija Jerofajłowa z Uzbekistanu, Tarielem Melelashvili z Gruzji i Mattem Lindlandem z USA.